# 维拉雷柳什
维拉雷柳什是葡萄牙布拉干萨区的一个堂区。总面积12.15平方公里，总人口335人，人口密度27.6人/平方公里。